# Abarai Rendzsi
Abarai Rendzsi (阿散井 恋次; Hepburn: Abarai Renji) egy kitalált szereplő, Kubo Tite Bleach című anime- és mangasorozatának egyik főszereplője. Rendzsi egy halálisten, a 6. Osztag hadnagya, kapitánya Kucsiki Bjakuja. Jó kapcsolatot ápol gyermekkori barátjával, Kucsiki Rukiával és a főhős Kuroszaki Icsigo legnagyobb riválisa.

## A szereplő ismertetése

### Kapcsolatai és személyisége
Rendzsi különcebb bármely halálistennél. Bemutatkozásakor öntelt és magabiztos személyisége első nagyobb vereségei után ugyan megváltozik, de továbbra is komoly és eltökélt harcosnak mutatkozik. Kész harcolni, ölni és meghalni azért, amiben hisz, s veszélyes azokra nézve, akik útját állják. Szaszakibe Csódzsiró mellett ő az egyetlen hadnagy, aki képes elsajátítani a bankait. Sok Bleach-rajongó szerint Rendzsi a legerősebb hadnagy és nem kapitány pozíciójú halálisten a Lelkek Világában, azonban ezt gyakran cáfolják azzal a ténnyel, hogy lényegesen több csatát vesztett el, mint amennyit megnyert. Sok tekintetben hasonlít Kuroszaki Icsigóra, az anime Bount fejezetében tévesen testvéreknek gondolják őket. Egy következő humoros jelenetben pedig vörös ananásznak becézik, utalva bíbor hajszínére és az ananász levelére emlékeztető copfjára.

### A sorozatban való szereplésének áttekintése
Abarai Rendzsit és kapitányát, Kucsiki Bjakuját küldték Kucsiki Rukia megkeresésére az élők világába és visszavitelére a Lelkek Világába. Mikor megtalálták Rukiát és felkészültek az indulásra, Kuroszaki Icsigo avatkozott közbe. Rendzsi egy rövid harc során vereséget szenved Icsigótól, mikor egy váratlan lélekenergia-kitöréssel csapást mér rá. Bjakuja azonban halálosan megsebesíti Icsigót. A Lelkek Világába való visszatérés után Rukiát bebörtönzik és halálra ítélik, azért Rendzsi rendszeren meglátogatja, hogy tartsa benne életet közelgő kivégzése ellenére.
Icsigo és barátai behatolnak a Lelkek Világába, hogy megmentsék Rukiát. Rendzsi úgy véli, hogy Icsigo a hibás, azért ami Rukiával történik, ezért megküzd vele. Komoly erőfeszítése ellenére vereséget szenved Icsigótól, amiért később bebörtönzik. Mielőtt Icsigo távozna, Rendzsi arra kéri, hogy mentse meg Rukiát. Rendzsi felépül és megszökik fogságából és edzésbe kezd, hogy zanpakutójával elérje a bankai szintet. A sikeres edzés után elindul megmentetni Rukiát, azonban Bjakuja útját állja. Mindketten bankai szinten csapnak össze, de Rendzsi tapasztalatlansága újonnan tanult képességben Bjakuja oldalára dönti el a harcot.
Miután felépül sebeiből, Rukia kivégzésének helyszínére siet, ez az utolsó esélye a megmentésére. Itt már Icsigo várja – aki félbeszakította a kivégzést – és arra kéri Rendzsit, hogy helyezze biztonságba Rukiát. Útközben összefut Tószen Kanaméval, aki visszateleportálja őt a kivégzési helyszínre. Megtudja, hogy Tószen és Aizen Szószuke árulók, akiknek szándékában állt Rukia megölése és a Lelkek Világának elpusztítása. Rendzsi megpróbálja megvédeni Rukiát, de Aizen könnyedén legyőzi. Végül Bjakuja menti meg a lányt, de Aizen megszökik a Lelkek Világából.
Aizen arrancarjai fenyegetni kezdik az élők világát, Rendzsi tagja lesz a védelmére küldött halálisten csoportnak. A második arrancar támadás során Yylfordt Granz-cal harcol, akit csak akkor lesz képes legyőzni, miután engedélyt kap lélekereje korlátozásának feloldására. A csata után Urahara Kiszuke megkéri, hogy segítsen Szado Jaszutora edzésében. Eközben az arrancarok elfogják Inoue Orihiét, azonban Rendzsit és a többi halálistent visszarendelik a Lelkek Világába.
Mivel Rendzsi és Rukia nem szeretnék cserben hagyni Orihimét, ezért a parancsot megszegve Hueco Mundóba mennek, hogy csatlakozzanak Icsigóhoz, Csadhoz és Isida Urjúhoz. A csapat szétválása után, Rendzsi az egyik hozzájuk verődött kedves arrancarral, Dondochakka Birstanne-nel járja be Aizen palotáját. A nyolcas espadával, Szayelapollo Granz-cal kerül szembe. A harc során Rendzsi rájön, hogy Szayelapollo analizálta az összes technikáját korábbi kutatásai során. Rövidesen Urjú is megérkezik, de az ő támadásai is hatástalanok maradnak. Mindketten csak Szayelapollo könyörülete miatt maradnak életben, de megérkezik Kurocucsi Majuri, aki legyőzi Apollót és meggyógyítja őket. Rendzsit, Rukiát és Csadot megtámadja a dühöngő Yammy, aki felfedi, hogy ő a legerősebb espada, számát 10-ről 0-ra változtatva. Ereje jóval meghaladja Starrkét is és könnyedén kiüti őt is és Csadot két egy időben végrehajtott külön támadással, Rukiát pedig elhajítja, akit Icsigo kap el. Rukia ezután meggyógyítja Rendzsit és Csadot is és később visszatér Bjakujához és Kenpacsihoz, akik előtte legyőzték Yammyt.
17 hónap elteltével Karakura városban felügyeli több magas rangú halálistennel Icsigo halálisteni erejének visszaszerzését és harcát Gindzso Kúgóval. Ezután Jackie Tristan fullbringerrel harcol, akit könnyedén legyőz, kérkedve neki, hogy eltelt időben annyit erősödött, hogy Aizennel is harcolhatna.
A Vandenreich lerohanja a Lelek Világát, s Rendzsi Bjakujával együtt harcol Äs Nödt, a Stern Ritter „F” tagja ellen. Äs Nödt elveszi Bjakuja bankaiát és megöli őt. Rendzsi megpróbálja megbosszulni Bjakuját, de egy másik Stern Ritter leblokkolja és kiüti.

### Képességei és készségei

Bestia lelke és sikai alakja (fent) és Bestia bankai alakja (lent)

Rendzsi zanpakutója, Bestia (蛇尾丸; Zabimaru; jelentése „kígyófarok”) egy nue (pávián kígyófarokkal), melynek lelke harcszerető és büszke, s égeti a vágy, hogy erősebb legyen, hasonlóan Rendzsihez. Mind a pávián, mind a kígyó képes beszélni, de rendszerint a pávián az uralkodó, emiatt néha vitába keverednek egymással. Az animében megmutatkozik Bestia lelkének valódi külseje is, a pávián és a kígyó egy nő és egy gyermek alakját veszik fel, akik egy lánccal vannak összekötve.
Bestia kiengedési parancsa „Üvölts!” (咆えろ; hoero). Sikai formában egy szelvényezett kard, minden szelvényen egy csákány alakú nyúlvánnyal. A szelvények egy nyúlásra képes lánccal vannak összekapcsolva, így ostorként sokkal hatásosabb, mint kardként használva. Mivel Bestia ostor formájában rendkívül hosszúra képes kinyúlni, rendelkezik egy korláttal: Rendzsi csak három egymást követő támadást hajthat végre, ezután vissza kell hívnia a kardot, hogy regenerálódjon. Rendzsi lélekenergiája segítségével képes a szelvényeket szétválasztani és körülvenni velük ellenfelét, majd egy minden irányú higa zekkó (狒牙絶咬, ’jelentése „egy pávián törött fogának harapása”’) nevű támadással kivégezni azt.
Bestia bankaia, a Kígyófejű bestia (狒狒王蛇尾丸; Hihió Zabimaru; Hepburn: Hihiō Zabimaru; jelentése „páviánkirály kígyófarok”) egy masszívabb változata a sikai formának, mely egy csontváz kígyóra emlékeztet. A sikai formától eltérően, bankai formában a szelvényeket Rendzsi lélekenergiája tartja össze, így képes szétválasztani, majd tetszés szerint újra összerakni azokat. Ha egy szelvény megsérül, azt Rendzsi egyszerűen leválasztja, majd újraformálja Bestiát. A támadások módja is eltérő bankai formában: Bestia nem „vág”, hanem Rendzsi a kígyó fejével elkapja ellenfelét és a földbe döngöli. Bestia bankai alakjában képes lesz a bestia csontágyú (狒骨大砲; hikócu taihó; Hepburn: hikōtsu taihō; jelentése „pávián csontágyú”) nevű technikára, miután Rendzsi több tapasztalatot szerez bankaiának használatában. A technika végrehajtásakor Bestia a száján át nagy mennyiségű lélekenergiát lövell ki, mely hasonlít a lidércek cerójához. Hátránya, hogy a felszabaduló nagy energia miatt Bestia a szelvényeire esik szét. Egy erősebb higa zekkóra is képes, mely során a szelvények szétkapcsolódnak és megéleződnek lélekenergia segítségével.
Az animesorozatban Bestia különböző megjelenéseinél más-más szinkronszínész kölcsönözte a hangját. Állatként való megjelenésénél az eredeti sorozatban Furuszava Tóru, az angol változatban Vic Mignogna kölcsönözte. Lélekként való megjelenésekor, az eredeti sorozatban a páviánt Szaiga Micuki, a kígyót Szanada Aszami, az angol változatban a páviánt Mary Elizabeth McGlynn, a kígyót Michelle Ruff szinkronizálta.

## Megjelenése a manga- és animesorozaton kívül
Rendzsi néhány alkalommal megjelent az manga- és animesorozaton kívül is. Harcolt a Sötétekkel a Bleach: Elveszett emlékek, és segített Hicugaja Tósiró keresésében a Bleach: A gyémántpor lázadás mozifilmekben. Kiemelt szerephez jut a Bleach: Homályos emlékek mozifilmben, ahol a többi halálistennel együtt ő is elveszti minden emlékét Rukiáról és Icsigóról, s később összetűzésbe kerül velük. Szerepelt az Az elzárt kard őrjöngése OVA-ban, ahol harcolt a Sinigami Baisin ellen. A legtöbb Bleach videójátékban Rendzsi játszható karakter mind sikai, mind bankai formában.

## Kritikák és a szereplő megítélése
Rendzsi a Súkan Sónen Jump népszerűségi felmérésein kezdetben magas helyezést, egyszer 3., majd 4. helyezést ért el, azonban később már nem szerepelt az első tízben, mivel az új szereplők, mint Grimmjow Jeagerjaques és Ulquiorra Schiffer gyors népszerűségre tettek szert. Az IGN kritikáiban Jason Van Horn Rendzsi sorozatbeli bemutatkozását „stílusosnak és menőnek” nevezte, és Icsigóval vívott rövid harcát „jól megalkotottnak” vélte, s megjegyezte, hogy megjelenésének pillanatától stílusa és fegyvere egy olyan szereplővé teszik, aki „többet szeretne mutatni”. Charles White egy későbbi kritikában Rendzsi fejlődéséről megjegyezte, hogy „jó látni egy kedvesebb Rendzsit összehasonlítva azzal a tökfej szereplővel, amelyként bemutatkozott. Rendzsi elhatározása, hogy megmenti Rukiát nagyon derék; valóban egy szerethetőbb szereplővé teszi őt...” A Lelkek Világa-fejezet végén véleménye szerint „Rendzsi magabiztos volt, de végül láthattuk, hogy neki is vannak gyengeségei mint mindenki másnak” és „teljesen megváltozott mióta Icsigóval harcolt az első évadban”. Az animeondvd.com pozitívan értékelte sorozatbeli fejlődését és dicsérte, hogy Kubo Tite elmesélte Rendzsi múltját, megváltoztatva az olvasók vélekedését a szereplőről. Wally Wingert, Rendzsi angol szinkronhangja a sorozat „legmenőbb” szerepének találta, kedvelte a szereplő karakterdizájnját és képességeit, illetve sorozatbeli fejlődése és Rukiával való kapcsolata is elnyerte tetszését.